# Яндырка (приток Акмуллы)
Яндырка (в верховье Сатыбалты) — река в России, протекает в Челябинской области. Устье реки находится в 142 км по правому берегу реки Арчаглы-Аят. Длина реки составляет 18 км. В 13 км от устья, по левому берегу реки впадает река Каменная.

## Данные водного реестра
По данным государственного водного реестра России относится к Иртышскому бассейновому округу, водохозяйственный участок реки — Тобол от истока до впадения реки Уй, без реки Увелька, речной подбассейн реки — Тобол. Речной бассейн реки — Иртыш.
Код объекта в государственном водном реестре — 14010500212111200000416.